# Yahoo! Japan
Yahoo! Japan Corporation (ヤフー株式会社, Yahū Kabushiki-gaisha?) (TSE : 4689) es una empresa de Internet japonesa formada como una empresa conjunta entre la compañía estadounidense de Internet Yahoo y la empresa japonesa SoftBank. Es la filial japonesa de Yahoo!. Su sede se encuentra en el Midtown Tower ubicado en el complejo centro de Tokio Akasaka, Minato (Tokio). Yahoo! Japan formado parte de los constituyentes del TOPIX 100.
El portal web de Yahoo! Japan es el sitio web más visitado en Japón, y sus servicios de internet son en su mayoría dominante en el país, caso que no se presenta en otros países del mundo.

## Historia
Yahoo! y SoftBank formaron Yahoo! Japan el 31 de enero de 1996 para establecer el primer portal de Internet en Japón. Yahoo! Japan se puso en marcha el 1 de abril de 1996. Yahoo! Japan fue incluido en JASDAQ en noviembre de 1997. 
En julio de 1998, los servicios My Yahoo!, Yahoo! Message Boards, Yahoo! Game y Yahoo! Pager se pusieron en marcha. En septiembre de 1999, se puso en marcha la tienda en línea de la compañía para la primera subasta en línea Yahoo! Shopping. 
En enero de 2000, se convirtió en el Primera página en la historia de Japón al comercio por más de 100 millones de yenes por acción. En junio de 2000, puso en marcha el servicio Yahoo! Mobile para teléfonos móviles. En agosto de 2000, introdujo anuncios de segmentación demográfica, producto que permite a los anunciantes dirigirse a los usuarios por filtro de edades e intereses de género. En septiembre de 2000, entró en servicio de custodia de Yahoo! Auctions. 
En marzo de 2001, se abre en Aoyama Yahoo! Cafe, donde los usuarios pueden probar la velocidad de una conexión de banda ancha. En mayo de 2001 se establece un sistema de identificación personal en Yahoo! Shopping. En junio de 2001, se anunció el lanzamiento de un servicio de banda ancha integrada, Yahoo! BB. 
En julio de 2000, la página superó las 100 millones de visitas por día; En agosto de 2001 sube a 200 millones de páginas vistas por día; en mayo de 2002 aumenta 300 millones de páginas vistas por día; y en octubre de 2004 aumenta de manera impresionante a 1 mil millones de páginas vistas al día.
La compañía comenzó a cotizar en la Bolsa de Tokio en octubre del mismo año y se convirtió en parte del índice bursátil Nikkei 225 en 2005.
Desde el año 2010, motor de búsqueda de Yahoo Japan se ha basado en la tecnología de búsqueda de Google. A cambio, Google recibe los datos de actividad del usuario de varios productos de Yahoo! Japan.
En diciembre de 2015, Yahoo Japan lanza una oferta por cerca de 100 billón yenes (un alrededor de $828 millones de dólares), Ikyu un sitio de viajes y reservas resultado ser el comprador.
En 2016, Verizon Communications anunció la compra del negocio principal de Internet, Yahoo!. Yahoo! Japan no se vería afectada, ya que la propia compañía tiene a cabo una participación del 35% por separado. Yahoo! había ido disminuyendo en popularidad y en su estado económico desde finales de la década del 2000, pero la situación ha sido todo lo contrario para Yahoo! Japan, que sigue dominando industria de Internet en Japón.

## Patrocinio

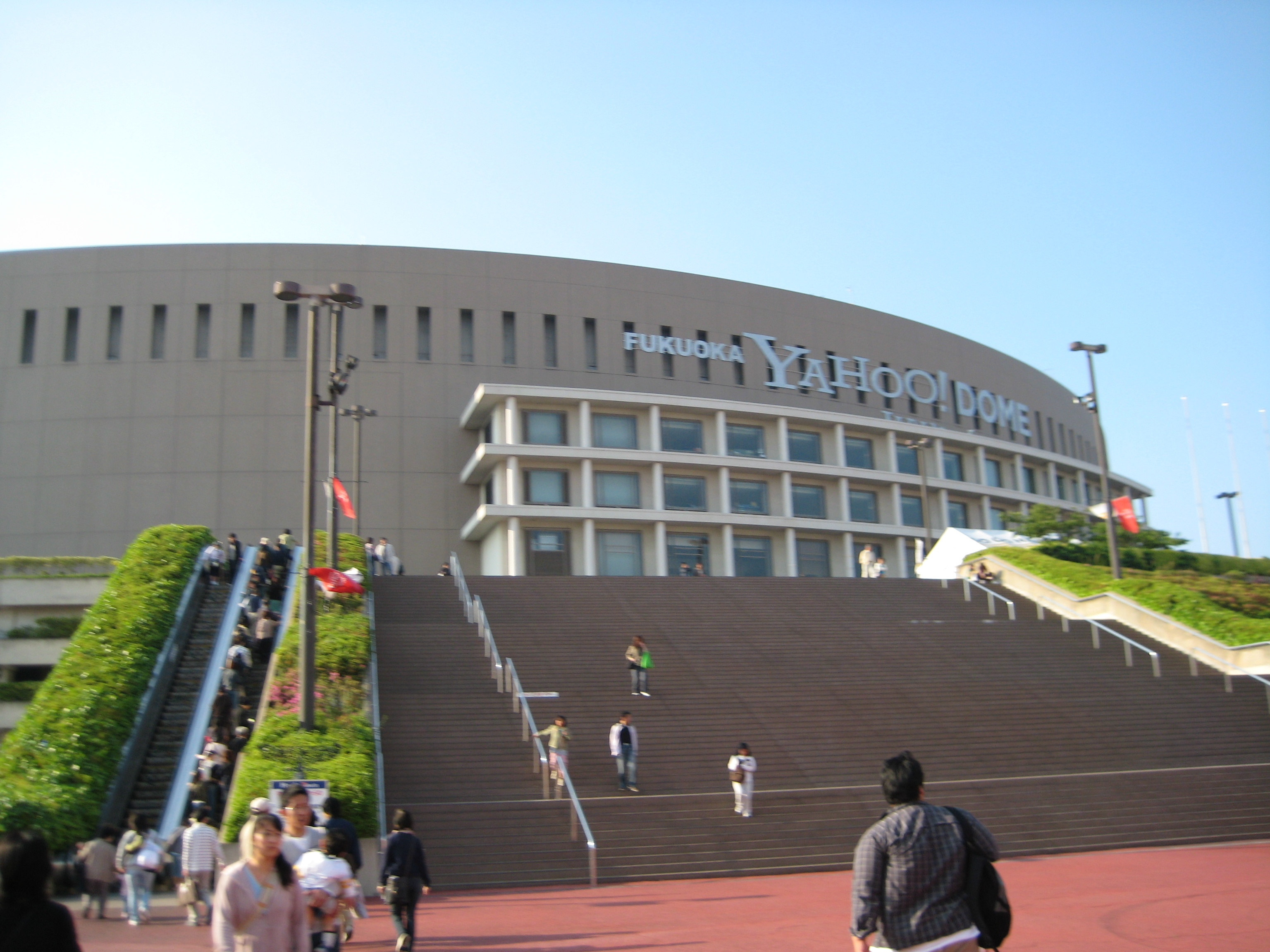
Exterior del Fukuoka Yahoo Japan Dome.

Yahoo! Japan adquirió los derechos del nombre del Domo de Fukuoka en 2005, cambiando el nombre del domo como la "Fukuoka Yahoo! Japan Dome". 
El "Yahoo Dome" es el campo de los Fukuoka SoftBank Hawks, un equipo profesional de béisbol propiedad de SoftBank.

## Imagen corporativa
Yahoo! Japan sigue usando el diseño de página web clásica, junto a ello también usa el logotipo que fue utilizado por Yahoo! a nivel mundial desde 1996 hasta 2013, actualmente con los colores rojos de la etapa 2002-2009. 
Aunque Yahoo! tuvo un cambio de color en 2009, y posteriormente un cambio de tipografía en su logo a nivel mundial en 2013, este no ha afectado a la versión japonesa desde su fundación.